# Псатирелла Кандолля
Псатире́лла Кандо́лля (лат. Psathyrella candolleana) — гриб рода Псатирелла (Psathyrella) семейства Псатирелловые (Psathyrellaceae). Съедобность гриба спорна, чаще он считается несъедобным, иногда — условно съедобным, годным в пищу после тщательной кулинарной обработки. К тому же его трудно отличить от родственных видов, поэтому собирать не рекомендуют.
Научные синонимы:
- Agaricus violaceolamellatus DC. basionym
- Drosophila candolleana (Fr.) Romagn., 1886
- Hypholoma candolleanum (Fr.) Quél., 1872
- Agaricus candolleanus Fr., 1818
- Psathyra candolleanus (Fr.) Bertrand, 1901

Русские синонимы:
- Ложноопёнок Кандолля
- Хруплянка Кандолля

## Описание
Шляпка диаметром 3—8 см, полушаровидная, затем колокольчатая или ширококоническая, раскрывается до плоской, с округлым бугорком, радиально-морщинистая. Край волнисто-извилистый, часто растрескивается. Кожица почти гладкая, покрыта мелкими, быстро исчезающими чешуйками, буроватого или жёлто-коричневого цвета. Шляпка быстро высыхает и становится желтоватой или кремово-белой, матовой, особенно на краях, высохшие шляпки очень ломкие.
Мякоть тонкая, белая, хрупкая, без особого вкуса и запаха или с грибным запахом.
Ножка высотой 3—9 см и 0,2—0,6 см в диаметре, с утолщённым основанием, иногда имеет корневидный придаток, ломкая, полая. Поверхность белая или кремовая, гладкая, шелковистая, вверху пушистая.
Пластинки приросшие, частые, узкие, при созревании меняют цвет от беловатого до серо-фиолетового а затем тёмно-коричневого, порфирового, с более светлым краем.
Остатки покрывала заметны у молодых плодовых тел по краям шляпки, нитчатые или в виде волокнистых свисающих хлопьев, плёнок, белые.
Споровый порошок коричнево-фиолетовый, споры 6—9×3,5—5,5 мкм, эллипсоидальные, с порой.
Хейлоцистиды бутыльчатые или булавовидные, вздутые, многочисленные, часто в пучках, 12×44 мкм.

## Экология и распространение
Вырастает группами на древесине лиственных деревьев, на почве возле пней, иногда на живых деревьях.
Вид широко распространён в Евразии и Северной Америке.
Сезон май — октябрь.

## Сходные виды
- Псатирелла буро-серая (Psathyrella spadiceogrisea) более тёмной окраски, встречается вдоль лесных дорог, в траве.